# Kodlapura, Madhugiri
Kodlapura là một làng thuộc tehsil Madhugiri, huyện Tumkur, bang Karnataka, Ấn Độ.